# Alberyk z Trois Fontaines
Alberyk z Trois Fontaines, fr.: Aubri (Aubry) de Trois-Fontaines, 'obʀi də tʀwa fɔ̃tɛn', łac. Albericus Trium Fontium (zm. ok. 1252) – średniowieczny cysterski kronikarz wypraw krzyżowych.

## Życiorys
Data urodzenia nie jest znana. Pochodził z Trois-Fontaines-l’Abbaye we Francji. W roku 1232 zaczął pisać Chronica Alberici Monachi Trium Fontium, która opisuje zdarzenia świata od stworzenia do roku 1241. Pisał w języku łacińskim.